# Racosperma lysiphloia
Racosperma lysiphloia là một loài thực vật có hoa trong họ Đậu. Loài này được (F. Muell.) Pedley mô tả khoa học đầu tiên năm 2003.